# フェニルホスフィン
フェニルホスフィン（英語: phenylphosphine）は、化学式が C6H5PH2 で表される有機リン化合物である。アニリンのリンアナログである。他の第一級ホスフィンと同様に強い刺激臭があり、酸化しやすい。主に他の有機リン化合物の前駆体として使われる。錯体化学では配位子として機能する。

## 合成
ジクロロフェニルホスフィンをエーテル中で水素化アルミニウムリチウムで還元して合成する。
LiAlH4 + 2C6H5PCl2 → 2C6H5PH2 + Li+ + Al3+ + 4Cl−
この反応では、酸素と反応するのを防ぐため、窒素雰囲気下で行う。

## 反応
空気で酸化すると酸化物が生成する。
C6H5PH2 + O2 → C6H5P(OH)2
合成中間体のビス(2-シアノエチルフェニル)ホスフィンは、塩基触媒を用いたアクリトニトリルへのアリル付加によって合成できる。
C6H5PH2 + 2CH2=CHCN → C6H5P(CH2CH2CN)2
ビス(2-シアノエチルフェニル)ホスフィンは、塩基誘発環化反応に続いて加水分解を行うことにより、有用な前駆体である1-フェニル-4-ホスホリナノンとなる。ホスホリナノンは、還元、グリニャール反応、レフォルマトスキー反応により、アルケン、アミン、インドール、第二級および第三級アルコールの合成に使用できる。
フェニルホスフィンは多くの金属錯体と反応し、錯体やクラスターを生成する。ある種のクラスターでは、架橋ホスフィニデン配位子の前駆体となる。
2 (C6H5)2MCl + C6H5PH2 + 3 (C2H5)3N → ((C6H5)2M)2PC6H5 + 3 (C2H5)3N•HCl
フェニルホスフィンはポリマー合成にも利用できる。ラジカル開始剤またはUV照射を用いて、フェニルホスフィンを1,4-ジビニルベンゼンまたは1,4-ジイソプロペニルベンゼンに重付加すると、自己消火性を持つリン含有ポリマーが生成する。ポリスチレンやポリエチレンのような可燃性ポリマーと混合すると、混合ポリマーは難燃性を示す。